# Яковлев, Сергей Саввич
Сергей Саввич Яковлев (16 апреля 1763 — 20 января 1818) — сын известного купца-миллионера, действительный статский советник, горнозаводчик, меценат.

## Биография
Младший сын родоначальника династии Саввы Яковлевича Яковлева (1712—1784) от его брака с Марией Ивановной Яковлевой (1721—1797). В младенчестве был записан на военную службу. В декабре 1786 года вышел в отставку в чине подполковника. В 1796 году отдельно от братьев получил диплом на дворянское достоинство и герб.
В 1787 году после раздела наследства отца вступил во владение «Алапаевской частью» империи Саввы Яковлева, в которой были: Шермяитский и Уинский медеплавильные заводы, Ирбитский, Алапаевский, Верхнесинячинский и еще 4 железоделательных заводов на Урале. Кроме этого Сергей Яковлев стал владельцем домов и лавок в Санкт-Петербурге и Нижнем Новгороде и села Великого в Ярославской губернии с 1555 душами крепостных.
В 1789 году Сергей Яковлев приобрел имение «Каменный Нос» под Санкт-Петербургом, в которое входили: село Благовещенское с деревнями Старая, Новая и Коломяги и участок земли, к северу от Большой Невки, от Черной речки до Лахтинского разлива. Много времени уделял делам своих уральских заводов, им был построен Нейво-Шайтановский железоделательный завод. Железо, чугун и медь доставлялись речными путями в Санкт-Петербург для продажи за границу. В начале XIX века Сергей Яковлев построил в селе Благовещенском каменную церковь Благовещения Пресвятой Богородицы а при Нижнесинячихинском заводе на Урале Церковь Спаса Преображения.
Скончался в чине действительного статского советника 1818 году «от водяной болезни», похоронен рядом с женой на Лазаревском кладбище Александро-Невской лавры.
После смерти Яковлева его заводское хозяйство осталось неразделенным. Наследницы шестого марта 1818 года договорились «утвердить между нами родственную любовь и по взаимному согласию для дружбы и благосостояния имения» в том, что они будут совместно владеть Алапаевскими заводами и другой недвижимостью, доставшейся им по наследству, получая при этом равные доли от прибыли. Заводы Сергея Яковлева принадлежали его потомкам до 1917 года.

## Семья

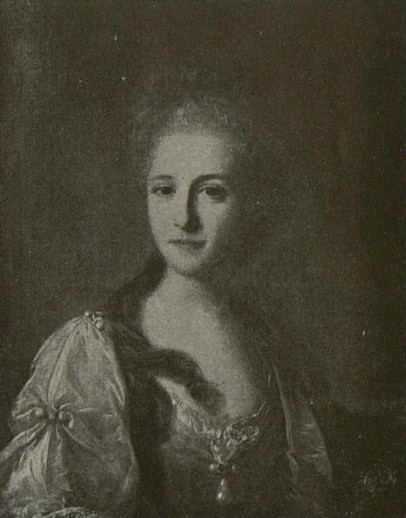
Мавра Струговщикова на портрете Д. Г. Левицкого

Жена — Мавра Борисовна Струговщикова (20.04.1773—20.03.1805), дочь титулярного советника, купца первой гильдии Бориса Петровича Струговщикова (1716—1777), младшая сестра директора народных училищ в Петербурге. Известная в свое время красавица, сильно интересовавшая князя Г. А. Потёмкина. Скончалась в Петербурге от чахотки, похоронена на Лазаревском кладбище. В браке родилось семь дочерей.
- Екатерина (1788—1832), замужем (с 1 ноября 1808 года) за генерал-майором Алексеем Николаевичем Авдулиным (1776—1838), были знакомы с А. С. Пушкиным.
- Елена (1794—1817), замужем (с 17 июля 1816 года) за генералом Алексеем Петровичем Никитиным.
- Любовь (1797—1854), замужем (с 31 января 1819 года) за генерал-майором Иосифом Иосифовичем Сабиром (1777—1864), внебрачным сыном О. М. Дерибаса.
- Софья (1799—1882), замужем (с 28 мая 1819 года) за генерал-майором Николаем Логгиновичем Манзеем (1784—1862), их сын К. Н. Манзей.
- Надежда (1799—1858), замужем за штаб-ротмистром Михаилом Васильевичем Шишмаревым (1791—1863).
- Анна (02.09.1800[6]—1829), замужем за известным театралом Афанасием Фёдоровичем Шишмаревым (1790—1876).
- Варвара (17.09.1802[7]—1831), крещена 24 сентября 1802 года в Казанском соборе при восприемстве Г. С. Соколовского и сестры Екатерины, замужем (с 6 августа 1819 года) за генералом Карлом Альбрехтом (1789—1859).

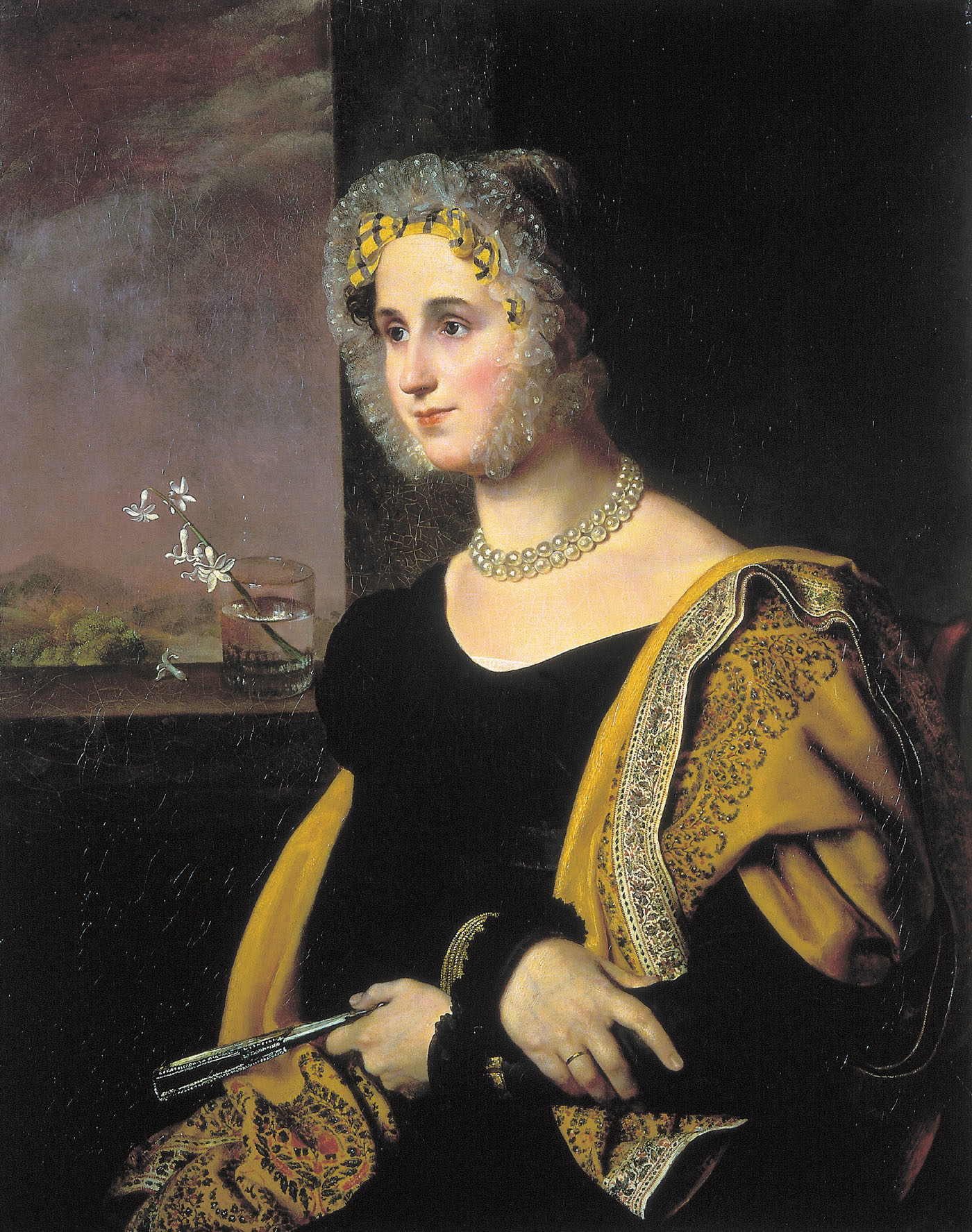
Екатерина Сергеевна
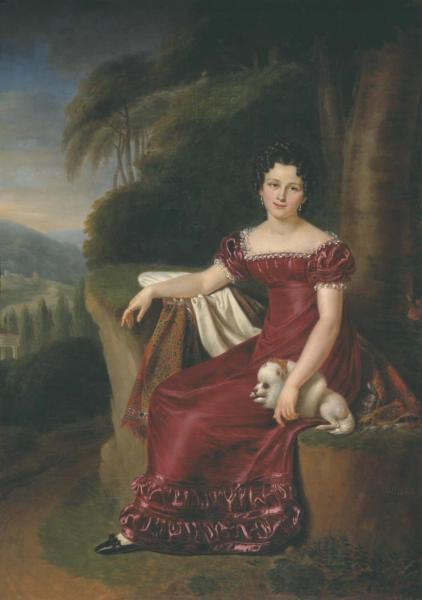
Варвара Сергеевна
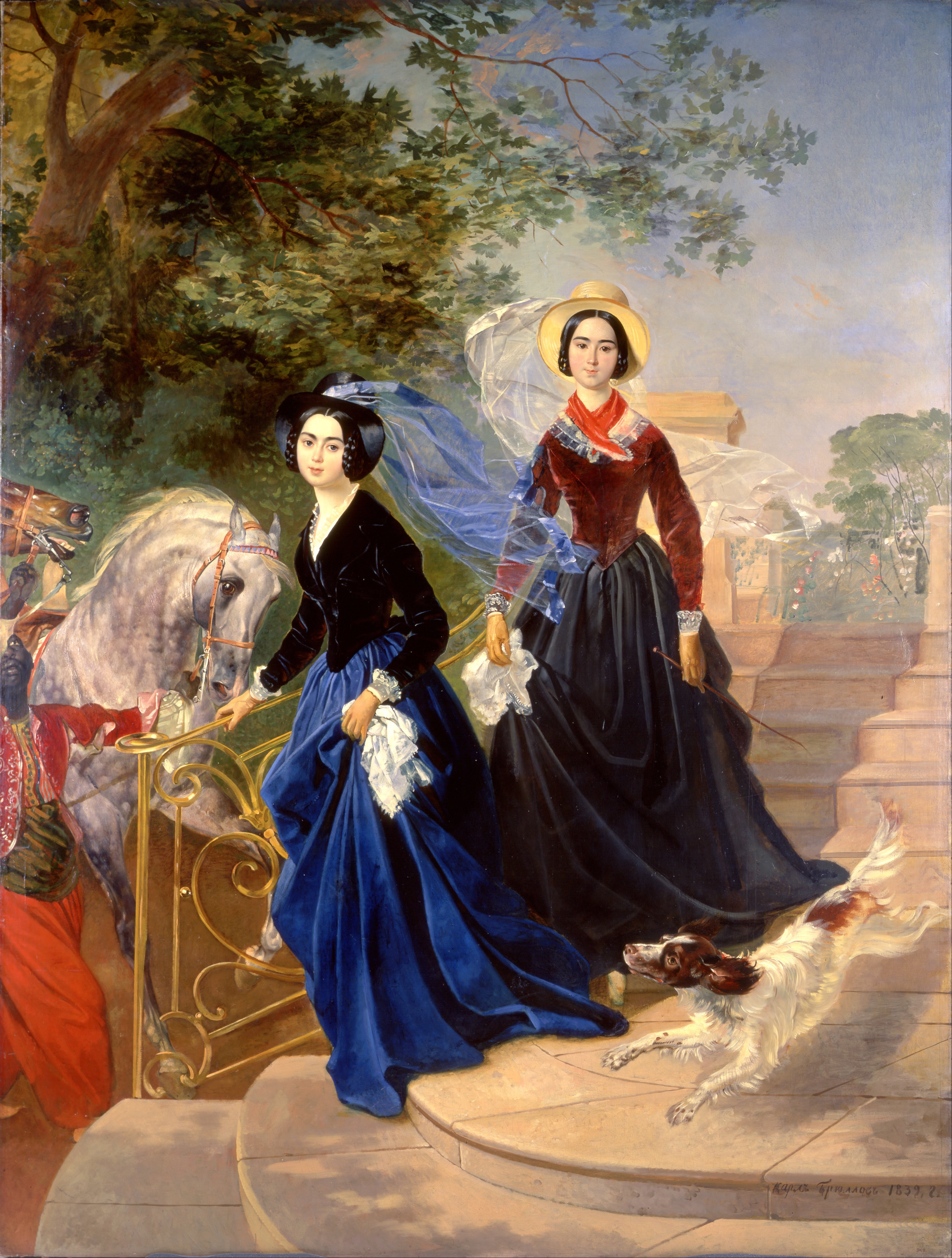
Внучки Шишмаревы